# Bund Deutscher und Österreichischer Künstlerinnenvereine
Der Bund Deutscher und Österreichischer Künstlerinnenvereine (ab 1920 unter den Namen Bund deutscher Künstlerinnenvereine) wurde am 24. Mai 1908 in Berlin gegründet. Er stellte die erste überregionale Interessengemeinschaft für kunst- und kunstgewerbetreibende Künstlerinnen in Deutschland dar und koordinierte als eher gemäßigt-konservative Vereinigung die bereits bestehenden lokalen Interessenorganisationen der Malerinnen zum ersten Mal auf Reichsebene.

## Geschichte
Der überregionale Zusammenschluss der bereits vorher bestehenden lokalen Künstlerinnenvereinigungen in einem gemeinsamen Dachverband, ging auf eine Anregung des Münchner Künstlerinnenvereins anlässlich dessen 25-jährigen Jubiläums im November 1907 zurück. Die Gründung erfolgte am 24. Mai 1908 in Berlin nach einem Aufruf und einer Einladung des Vereins der Berliner Künstlerinnen.

### Organisation
Dem Bund Deutscher und Österreichischer Künstlerinnenvereine traten 1908 neun lokale Vereine bei:
- Verein der Künstlerinnen und Kunstfreundinnen Berlin
- Braunschweigischer Künstlerinnenverein
- Bremer Malerinnenverein
- Vereinigung Schlesischer Künstlerinnen Breslau
- Vereinigung der Künstlerinnen Hessen-Nassau Kassel
- Münchner Künstlerinnenverein
- Deutscher Verein „Frauenfortschritt“ Prag, Sektion der Malerinnen
- Ortsverband der Dresdner Künstlerinnen
- Neue Vereinigung von Künstlerinnen Berlin

Der Vorstand setzte sich zusammen aus:
- Martha Giese, München, Vorsitzende
- Hildegard Lehnert, Berlin, stellvertretende Vorsitzende
- Emma Meyn, München, Schriftführerin
- Lilly Freund, München, stellvertretende Schriftführerin
- Anna Gumlich-Kempf, Berlin, Schatzmeisterin
- Clara Reinken, Bremen, stellvertretende Schatzmeisterin
- Frida Koeppel, Kassel, Geschäftsführerin

Der offizielle Sitz des Verbandes befand sich in Berlin, aber die Geschäftsstelle befand sich im Sekretariat des Münchner Künstlerinnenvereins an der Barerstraße 21 in München. 1913 erfolgte die Eintragung ins Vereinsregister des Amtsgerichtes in München. Als offizielles Vereinsorgan diente die Zeitschrift Die Werkstatt der Kunst.
An der Gründung 1908 nicht beteiligt waren die Künstlerinnenvereine aus Stuttgart, Karlsruhe, Leipzig und aus Wien.

### Zielsetzungen
Die Zielsetzung des Bundes Deutscher und Österreichischer Künstlerinnenvereine war die Förderung der Frauen im Kunstbetrieb. Angestrebt wurde dazu insbesondere die Gleichberechtigung und Gleichstellung der Frauen in Ausbildung und in den allgemeinen Berufsverbänden. Insbesondere der Zugang zu einem staatlichen Studium der Kunst blieb Frauen mancherorts um die Jahrhundertwende noch lange verwehrt. Dem weiblichen Künstlertum haftete dadurch in dieser Zeit in der Wahrnehmung der Öffentlichkeit der Makel des Dilettantismus an. Mit der Schaffung einer offiziellen Interessenvertretung und über regelmäßig stattfindende Ausstellungen in den einzelnen Vereinen und über den Austausch untereinander wurde einer Professionalisierung Vorschub geleistet. Der Verein der Berliner Künstlerinnen bot seinen Mitgliedern Zugang zu einer eigenen privaten Kunstschule. Aus dieser Kunstschule gingen u. a. Käthe Kollwitz und Paula Modersohn-Becker hervor. In München und an anderen Orten wurden Damenakademien eingerichtet. Langfristig wurde die vollständige Integration der Frauen in den etablierten Kunstbetrieb und die Einsitznahme in die allgemeinen Kunstgremien angestrebt.

### 1911 bis 1913
Die erste Generalversammlung nach der Gründung 1908 fand vom 27. bis 29. September 1911 in München statt. Neben den ordentlichen Mitgliedern beteiligten sich auch Vorstandsmitglieder der Künstlerinnenorganisationen aus Karlsruhe, Stuttgart, der Kunstvereinigung Schwerin und der Vereinigung bildender Künstlerinnen Österreichs an der Versammlung.
Im Zeitraum zwischen 1911 und 1913 schlossen sich mit dem Verein der Künstlerinnen und Kunstfreundinnen Magdeburg und der Kunstgruppe des Rostocker Frauenvereins zwei weitere Künstlerinnenvereine dem Bund Deutscher und Österreichischer Künstlerinnenvereine an.
Im Jahr 1913 sah sich der Bund Deutscher und Österreichischer Künstlerinnenvereine mit der Gründung eines zweiten Dachverbandes für Künstlerinnen, dem Frauenkunstverband, konfrontiert. Der von Käthe Kollwitz geschaffene Frauenkunstverband entstand am 5. Mai 1913 aus dem Umfeld der radikalen Frauenbewegung in Frankfurt. Der Bund Deutscher und Österreichischer Künstlerinnenvereine reagierte mit der Eintragung ins offizielle Vereinsregister von München und der Kommunikation seiner Zielsetzungen in der Zeitschrift Die Werkstatt der Kunst.

### 1914 bis 1919
Mit Beginn des Ersten Weltkrieges organisierten die beteiligten Vereine Hilfsaktionen über Ausstellungen, den Verkauf von Postkarten und Grafikblättern und Verlosungen, um ihren Mitgliedern finanzielle Unterstützung in den wirtschaftlich schwierigen Zeiten zukommen zu lassen.
Der Vorstand verfasste zwei Petitionen gegen eine geplante Besteuerung des Verkaufs von Werken der bildenden Kunst. Die Eingabe an die betreffenden Amtsstellen erfolgte in Koordination mit anderen Berufsverbänden. Der koordinierte Protest zeigte Wirkung, und das Kriegsgewinnsteuergesetz wurde entsprechend abgeändert.
Nach der Abdankung der Monarchie stellte der Bund deutscher und österreichischer Künstlerinnenvereine bei den Regierungen der Länder Antrag auf Zulassung der Frauen zu einem staatlichen Kunststudium. In Dresden hat sich diesbezüglich der Ortsverband Dresdner Künstlerinnen mehrfach eingesetzt. Dessen erneuter Antrag vom 18. Mai 1919, welcher auf die in Aussicht gestellte verfassungsmäßige Gleichberechtigung der Frauen hinwies, überschnitt sich mit der im April 1919 vorgenommenen Änderung der Satzung. Der bisherige Passus, dass „weibliche Personen“ nicht aufgenommen werden durften, wurde geändert in „Damen werden grundsätzlich zugelassen“. Diese Änderung wurde offenbar nur zurückhaltend kommuniziert. Im Wintersemester 1919/20 wurden erstmals drei Frauen aufgenommen.
Auch die anderen Ministerien gaben auf Ebene des Bundesverbandes gegen Ende 1919 Rückmeldung, dass weibliche Kunststudierende in Berlin, Karlsruhe, Breslau und Dresden ohne weitere Einschränkungen aufgenommen werden. Lediglich in München stand 1919 eine Entscheidung noch aus. Die Vorlage wurde im Landtag und im Ministerium beraten.
1919 schloss sich der Hiddensoer Künstlerinnenbund dem Bund Deutscher und Österreichischer Künstlerinnenvereine an.

### 1920 bis 1935
An der Jahresversammlung, die vom 21. bis 23. September 1920 in den Räumen des Frauenklubs Kassel stattfand, wurde eine Namensänderung zu Bund deutscher Künstlerinnenvereine beschlossen, da die Mitgliedsvereine alle aus Deutschland stammten.
1925 vertrat der Bund deutscher Künstlerinnenvereine 970 bis 980 Personen. Dem Bundesverband neu beigetreten war der Verband Ost- und Westpreußischer Künstlerinnen mit Sitz in Königsberg.
1927 schloss sich der ehemalige Konkurrenzverband Frauenkunstverband dem Bund deutscher Künstlerinnenvereine an.
Im Jahr 1930 erhielt der Bund deutscher Künstlerinnenvereine mit 400 Reichsmark zum ersten Mal eine bescheidene finanzielle Unterstützung vom Preußischen Ministerium für Wissenschaft, Kunst und Volksbildung.
1932 feierte der Bund deutscher Künstlerinnenvereine das 25-jährige Bestehen. Die Mitgliederversammlung fand vom 8. bis 10. Oktober in München statt. Die 1926 in Hamburg erfolgte Gründung der GEDOK wurde mit Skepsis aufgenommen. Die GEDOK umfasste weibliche Künstler aller Kunstgattungen. Einige GEDOK-Ortsgruppen richteten ständige Verkaufsausstellungen im Bereich des Kunstgewerbes ein, was als Konkurrenz für die Traditionsvereine wahrgenommen wurde.
Der Bund deutscher Künstlerinnenvereine löst sich am 1. November 1935 durch Mitgliederbeschluss auf.